# Chloe Aridjis

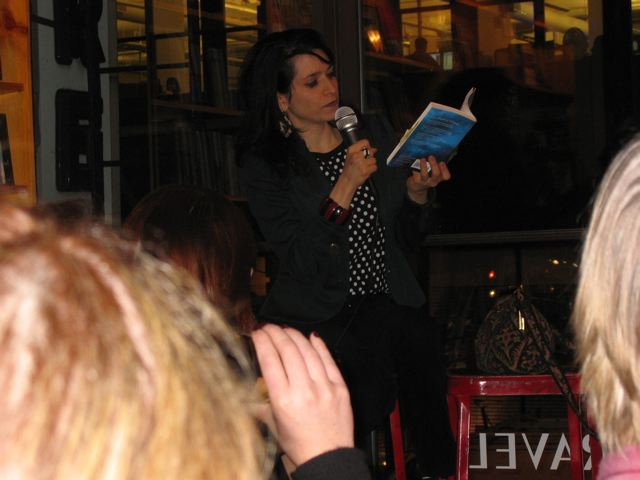
Chloe Aridjis (2009)

Chloe Aridjis (geboren 1971 in New York City) ist eine mexikanisch-US-amerikanische Schriftstellerin.

## Leben
Chloe Aridjis ist eine Tochter des mexikanischen Diplomaten und Schriftstellers Homero Aridjis und der US-Amerikanerin Betty F. de Aridjis. Eine jüngere Schwester ist die Filmemacherin Eva Aridjis, für die sie zeitweise als Setfotografin arbeitete. Aridjis wuchs in Mexiko und dann in den Niederlanden, wo ihr Vater als Botschafter eingesetzt wurde, auf. Sie studierte Komparatistik an der Harvard University und erhielt einen Master an der Oxford University und wurde dort bei Malcolm Bowie mit einer Dissertation über Lyrik und Zaubershows im Frankreich des 19. Jahrhunderts promoviert. Sie hielt sich danach für fünf Jahre in Berlin auf und zog dann nach London.
Ihr 2009 erschienener erster Roman Book of Clouds wurde in mehrere Sprachen übersetzt und gewann den Prix du premier roman étranger. 2012 transponierte die belgische Zeichnerin Fabienne Loodts den Roman in eine Graphic Novel. 2013 erschien ihr zweiter Roman Asunder. 2016 übersetzte sie das Buch ihres Vaters The Child Poet ins Englische.
Sie schreibt für Zeitschriften wie Granta Books, frieze und die von Anna Winger konzipierte Radio-Serie Berlin Stories.
2014 erhielt sie eine Guggenheim Fellowship. Sie war 2015 Co-Kuratorin der Leonora-Carrington-Ausstellung im Tate Liverpool. Sie spielte 2017 die Hauptrolle in dem Film Female Human Animal.
Ihr Roman Sea Monsters wurde 2020 mit dem PEN/Faulkner Award ausgezeichnet.

## Werke (Auswahl)
- Magic and the Literary Fantastique in Nineteenth-Century France. University of Oxford, 2002
  - La magia y lo fantástico literario en la Francia del siglo XIX. México D.F. : FCE - Fondo de Cultura Económica, 2015
- Topografía de lo insólito.  México, D.F. : FCE - Fondo de Cultura Económica, 2004
- Book of Clouds. Grove/Atlantic, 2009 ISBN 978-1-55584-919-1
  - Buch der Wolken. Übersetzung Klaus Bonn. Edition Nautilus, 2017 ISBN 9783960540311
- Asunder. Boston : Houghton Mifflin Harcourt, 2013 ISBN 978-0-544-00351-4
- Sea Monsters. Roman. New York : Catapult, 2019
- The Other Americans. Pantheon, 2019